# 遊戲王集換紙牌遊戲
《遊戲王集換紙牌遊戲》（簡稱遊戲王OCG）是由日本科樂美公司開發與出版的交換卡片遊戲，根據日本漫畫家高橋和希的漫畫作品《遊戲王》中的部份內容改編，此遊戲是該漫畫作品中除了初期以外的、以及其他衍生作品中的主要故事主題。
此遊戲於1999年時由科樂美公司在日本推出，之後普及至亞洲、歐洲、美洲、澳洲等地，從2003年開始每年皆舉辦世界大賽。在2009年7月7日時獲得金氏世界紀錄大全認證為全世界最暢銷的交換卡片遊戲，根據科樂美公司公佈的數據，於2011年3月時的銷量為251億7,556萬7,833張。卡牌大小為 59x86mm 。
於1998年由萬代公司推出的《遊戲王卡片》（遊☆戯☆王カードダス）是本遊戲的前身。

## 遊戲歷史

### 起源
在原作漫畫《遊戲王》中，這種集換紙牌遊戲被稱為「魔法與巫術」（マジック&ウィザーズ，簡稱M&W；大然版譯為「魔術撲克牌」），最初出現在短篇故事〈擁有利牙的卡片〉（大然版標題〈有牙的魔術卡〉）中。當時規則十分簡易，是作者在一個晚上的時間內想出來的，由於受到好評，作者便更改部分規則，推出了以該遊戲為主題的長篇〈決鬥者王國篇〉，當時的規則仍有許多特別例外，而至〈戰鬥城市篇〉時、漫畫中的規則已經和現實中相當接近，卡片遊戲也成為《遊戲王》漫畫的主軸。在此集換紙牌遊戲中，卡片的內容取自於原作漫畫和改編動畫中的人物所使用的卡片，另外、也以世界各地的神話、傳說、文化、科幻為題材。但原作和動畫中的規則、卡片效果都與實體卡片遊戲有若干差異。

### 在各地的發展
在亞洲地區，科樂美將《遊戲王》中的卡片「Official Card Game」（簡稱OCG）命名，並制定一系列遊戲規則。
在中文地區方面，由於正版卡片價格昂貴、且多數中文地區玩家不易理解日文，是故盜版猖獗。自2014年開始，正式由MTG Mint Card Ltd（香港）及巨崗洋行代理（台灣）發行繁體中文版（現已停止發行）。2020年8月2日，中國大陸代理映蝶影視在「Asia Yu-Gi-Oh！Tournament 中国大陆」比賽末尾與KONAMI宣佈了簡體中文版的發行。
在韓國以KCG（Korea Card Game）為名發售，為韓文。
在歐美，自遊戲王動畫、漫畫引入北美後，以（簡稱TCG）命名並發行對應的版本，現有英文、法文、義大利文、西班牙文、葡萄牙文和德文版本。這些在歐美地區專有而日本未發售的卡被稱為「美英獨有」。雖然OCG和TCG同屬一間公司的同類商品，但部分卡片因為宗教和價值觀差異而更改了圖片與文字，例如十字架、天使、惡魔、山羊角、五芒星、六芒星，「死」字禁忌等等。英文版規制特別嚴厲，而葡萄牙文版則沒有對天使和惡魔在名字進行限制。此外、部份涉及血腥、暴力、暴露的文字與圖片也有修改。

### 名稱變遷
| 日語原文                                              | 中文翻譯                    | 開始月份  | 結束月份  | 備註                                        |
| ----------------------------------------------------- | --------------------------- | --------- | --------- | ------------------------------------------- |
| 遊☆戯☆王オフィシャルカードゲーム デュエルモンスターズ | 遊戲王官方卡牌遊戲 決鬥怪獸 | 1999年2月 | 2008年3月 |                                             |
| 遊☆戯☆王ファイブディーズ オフィシャルカードゲーム     | 遊戲王5D's 官方卡牌遊戲     | 2008年3月 | 2011年3月 | 電視動畫《遊戲王5D's》開始播放時變更        |
| 遊☆戯☆王ゼアル オフィシャルカードゲーム               | 遊戲王Zexal 官方卡牌遊戲    | 2011年3月 | 2014年3月 | 電視動畫《遊戲王ZEXAL》開始播放時變更       |
| 遊☆戯☆王アーク・ファイブ オフィシャルカードゲーム     | 遊戲王Arc-V 官方卡牌遊戲    | 2014年3月 | 2017年3月 | 電視動畫《遊戲王ARC-V》開始播放時變更       |
| 遊☆戯☆王オフィシャルカードゲーム デュエルモンスターズ | 遊戲王官方卡牌遊戲 決鬥怪獸 | 2017年3月 |           | 基本套組「STARTER DECK 2017」開始發行時變更 |

## 遊戲規則

### OCG大師規則（Master Rule 2020）
玩家各自有8000點的生命值（ライフポイント），一副由40張至60張的卡牌組成的牌組，以及一副由0至15張的卡牌組成的額外牌組。遊戲開始時，各玩家從自己牌組上方拿取5張卡作為起始手牌，之後再從各自的牌組中抽取卡片，將卡片放置到場上或按照卡片上的記述來使用卡片效果。遊戲行進的主要方式，是透過怪獸攻擊和卡片效果削減對方的生命值 。
遊戲結束的條件有三，滿足任何其中一種即可：
- 當玩家的基本生命值降至0時，為敗。
- 當玩家于必須從牌組中抽牌的場合，無法再從牌組抽牌時，為敗。
- 當玩家達到某些卡片中的直接勝利效果時，為勝。

此外，玩家可以在任何時候表示認輸。當兩名玩家同時達到勝利條件或失敗條件時為平手。

#### 場地
在場上，卡片以下列的方式佈局：
- 牌組：玩家的牌組，以40張至60張卡片組成，牌面朝下擺放。
- 額外牌組：玩家的牌組，以最多15張卡片組成，可以包含融合、同步、超量和連結怪獸，牌面朝下擺放。鐘擺怪獸在應从場上送往墓地的場合，不送去墓地而是會放進這裡，牌面朝上擺放。
- 墓地：卡片被破壞、解放、捨棄、使用完畢後會放進這裡。
- 主怪獸區：五個擺放怪獸卡的區域。連結怪獸及表側表示存在於額外牌組的鐘擺怪獸，特殊召喚時不能直接放置於此。[7]
- 魔法與陷阱區：五個擺放魔法卡和陷阱卡的區域，最左及最右格放置有鐘擺卡片時，作為「鐘擺區」存在(同時也視為魔法與陷阱區)。
- 場地區：用於擺放場地魔法卡的區域。
- 鐘擺區：位於魔法與陷阱區最左及最右兩格，鐘擺怪獸可放置於此，此時視為魔法卡而存在。
- 額外怪獸區：位於雙方主怪獸區之間的兩個格子，當連結怪獸及表側表示存在於額外牌組的鐘擺怪獸從額外牌組被特殊召喚時，擺放於此。額外怪獸區的格子未使用時不屬於任何一方，當有一方在此處放置怪獸時，該格子便視作該玩家的場地。一般情況下，雙方玩家各只能選擇一格來使用，只有在連結怪獸相互連結起來，完成額外連結時，有機會出現一位玩家同時使用兩個額外怪獸區的狀態。

被卡片效果除外的卡片會移至遊戲場外，沒有特定的放置區塊，以雙方玩家可隨時確認為前提，由持有者自行保存。

#### 階段
本遊戲為回合制，而每一個回合又分為幾個階段：
- 抽牌階段 ：當回合的玩家從自己的牌組上方抽出一張牌，如果此階段牌組沒有牌可以抽，該玩家便敗北。獲得先攻的玩家在第一回合的這個階段不能抽牌。[8]
- 準備階段 ：在此階段中，玩家不需要執行特別的動作，但有一些卡片會在此時發動效果。
- 主要階段1：當回合的玩家可以召喚或覆蓋一張怪獸卡，可以發動卡片的效果，可以改變非當回合召喚的怪獸的表示形式，也可以覆蓋魔法卡和陷阱卡。覆蓋的速攻魔法卡和陷阱卡無法於當回合發動。此階段結束時如果不想進入戰鬥階段可以宣言直接進入結束階段。獲得先攻的玩家第一回合沒有戰鬥階段，此階段結束後必定進入結束階段。[8]
- 戰鬥階段 ：當回合的玩家可以用自己場上的怪獸攻擊對方的怪獸，當對方場上沒有怪獸時，可以直接攻擊玩家。戰鬥階段結束後必定會進入主要階段2，無法跳過主要階段2直接進入結束階段。獲得先攻的玩家第一回合不能進入戰鬥階段。[8]
- 主要階段2：於戰鬥階段結束後進入，玩家可以在此階段執行和主要階段1完全相同的動作，但不能再次執行某些一回合只能執行一次的動作，如通常召喚怪獸。
- 結束階段 ：在此階段時玩家的手牌數量如果超過六張，必須將卡牌捨棄到剩下六張。此階段結束後整個回合也結束，並輪到下一個玩家的回合。有一些卡片會在此時發動效果。[8]

### 高速決鬥（Speed Duel）
由官方另行發布，將正式比賽規則加以簡化，降低複雜度的版本。和上述实体卡OCG規則有數項不同之處：
- 玩家各自的初始生命值為4000。
- 玩家一開始的手牌為4張。
- 牌組基本張數為20張（在手機遊戲《遊戲王：決鬥聯盟》裡的牌組基本張數則為20張至30張）。
- 額外牌組上限為5張，在手機遊戲《游戏王：决斗链接》中，完成特定任務後上限會變成8張。
- 遊戲場地的主怪獸區、魔法陷阱區各縮減為3格，没有额外怪兽区。在《遊戲王VRAINS》中引入。
- 取消主要階段2，當戰鬥階段結束時會直接進入結束階段。
- 在手機遊戲《遊戲王：決鬥聯盟》及動畫《遊戲王VRAINS》中，除套用此規則外，並增加玩家特殊技能，效果涵蓋規則影響和條件發動等種類。如：初始生命值增加、發動陷阱卡時對方扣200HP等。

### 超速決鬥（Rush Duel）
超速決鬥（Rush Duel）是從2020年4月起實施的另一套系統，為原先系統的變體，僅能使用專用於此系統的卡片，OCG的卡片不能在超速決鬥中使用。新規則的目的是縮短一場遊戲的進行時間。
與OCG規則的不同之處：
- 玩家一開始的手牌為4張，張數沒有上限。
- 先攻的第一回合需要抽牌。
- 遊戲場地的主怪獸區、魔法陷阱區各縮減為3格。
- 決鬥階段簡化為僅有抽牌階段、主要階段、戰鬥階段、結束階段等4個階段。
- 每回合抽牌階段時，不論張數而是抽到滿5張為止，若抽牌前手牌已有5張以上，則仍要再抽1張。
- 一回合的通常召喚次數沒有限制，玩家可任意召喚手牌中的怪獸。
- 怪獸效果只要該怪獸留在場上，其效果一回合一律都只能發動一次。
- 陷阱卡若同一時點有2張以上符合發動條件時，玩家只能選擇發動其中1張，且非當回合玩家擁有發動陷阱卡的優先權（即同一時點對方玩家可以先發動陷阱）。
- 卡面標註有Legend字樣的卡片，即使沒有卡表限制，在牌組中也只能放入1張。
- 專有召喚法：巨極召喚
  - 三張一體的怪獸，在手牌中湊齊後，將三張卡同時放置到場上來特殊召喚，此時該怪獸進入「極限模式」。
  - 宣告巨極召喚時，若我方場上仍有其他怪獸，那些怪獸將會直接送入墓地。
  - 處於巨極模式的怪獸，必定採取攻擊狀態，三張卡視為一體怪獸，卡名、等級、屬性與種族以中央卡片為準，攻擊力為中央卡片的「MAXIMUM ATK」數值，可以使用三張卡片上所寫的所有巨極模式效果。
  - 由於巨極模式下視為一體怪獸，一回合一樣只能攻擊一次，作為召喚怪獸的解放素材時，僅能作為一體怪獸的量來解放，被解放、破壞或返回手牌時是三張卡一起離場。
  - 三張卡可以各自上場，但僅適用各自的卡面數值，即使之後在場上湊齊也不能進入極限模式。

## 卡片種類

### 怪獸卡

怪獸卡的卡片範例

使用怪獸卡攻擊對方，是將之生命值削減為零的方法之一，而怪獸卡也可以用於防守，在一般情況下，只要自己的場上有怪獸，對方就不能直接攻擊玩家。
- ATK/DEF：表示攻擊力(attack)與守備力(defense)數值，當兩個怪獸進行戰鬥時，將會以此數值進行計算。當一方怪獸攻擊對方的攻擊表示怪獸時，以攻擊方的攻擊力減去被攻擊方的攻擊力，如為正值、其差額從被攻擊方玩家的生命值中扣除，被攻擊方的怪獸會被破壞；如為負值、其差額從攻擊方玩家的生命值中扣除，攻擊方怪獸被破壞；如果相同則攻擊方與被攻擊方怪獸皆被破壞（雙方攻擊力都為0的場合皆不破壞）。當一方怪獸攻擊對方的守備表示怪獸時，以攻擊方的攻擊力減去被攻擊方的防禦力，如為正值，被攻擊方的怪獸會被破壞；如為負值、其差額從攻擊方玩家的生命值中扣除；如果相同則不會有任何事。連結怪獸不具有守備力，在這個欄位不列出DEF數值，而是該怪獸的連結值(LINK)。
- 等級/階級：以星星數量表示，顯示於怪獸名稱的下方。表示等級的星星靠右側，为圆形红底和黄色五角星，玩家可以直接將等級4以下的怪獸通常召喚至場上，召喚等級5、6的怪獸時，需要以一個己方的怪獸做為代價，召喚等級7以上的怪獸時需要兩個。此外、有些怪獸卡不是依靠等級、而是依靠其效果而需要特別的召喚條件。表示階級的星星靠左側，為圆形黑底和黄色五角星，超量怪獸所獨有，不適用以等級為判定依據的卡片效果。
- 屬性／種族：怪獸卡的屬性分為七種，分別為：闇、光、地、水、炎、風、神。種族分為二十六種，分別為：龍、魔法師、不死、戰士、獸戰士、獸、鳥獸、惡魔、天使、昆蟲、恐龍、爬蟲類、魚、海龍、機械、雷、水、炎、岩石、植物、念动力、幻龍、电子界、幻想魔、幻神獸和創造神。屬性和種族本身並無意義（水屬性攻擊火屬性並不會特別有效），但會受到其他卡牌的效果影響（例如裝備魔法卡「閃電劍」僅能裝備於戰士族怪獸上，並且會降低場上所有水屬性怪獸的攻擊力）。此外、卡片可能有類型，通常是以下之一：通常、效果（卡通、靈魂、聯合、二重、反轉、協調）、儀式、融合、同步、超量、鐘擺或連結。
- 說明欄：如果怪獸沒有特殊效果，則該欄位會敘述怪獸的背景故事。如果是效果怪獸，欄中會描述它們的效果。鐘擺怪物另有一個說明欄，用以描述其位於鐘擺區時的效果。
- 刻度：鐘擺怪獸特有，分左右兩個數字，僅在鐘擺怪獸置於鐘擺區時發揮作用。放在左邊鐘擺區的鐘擺怪獸使用其左方的刻度，放在右邊鐘擺區的鐘擺怪獸使用其右方的刻度。
- 連結端：連結怪獸特有，分布於卡圖周圍。連結端所指向的主怪獸區格子，主要用于放置從額外牌組特殊召喚的灵摆和连接怪獸。

#### 怪獸卡種類

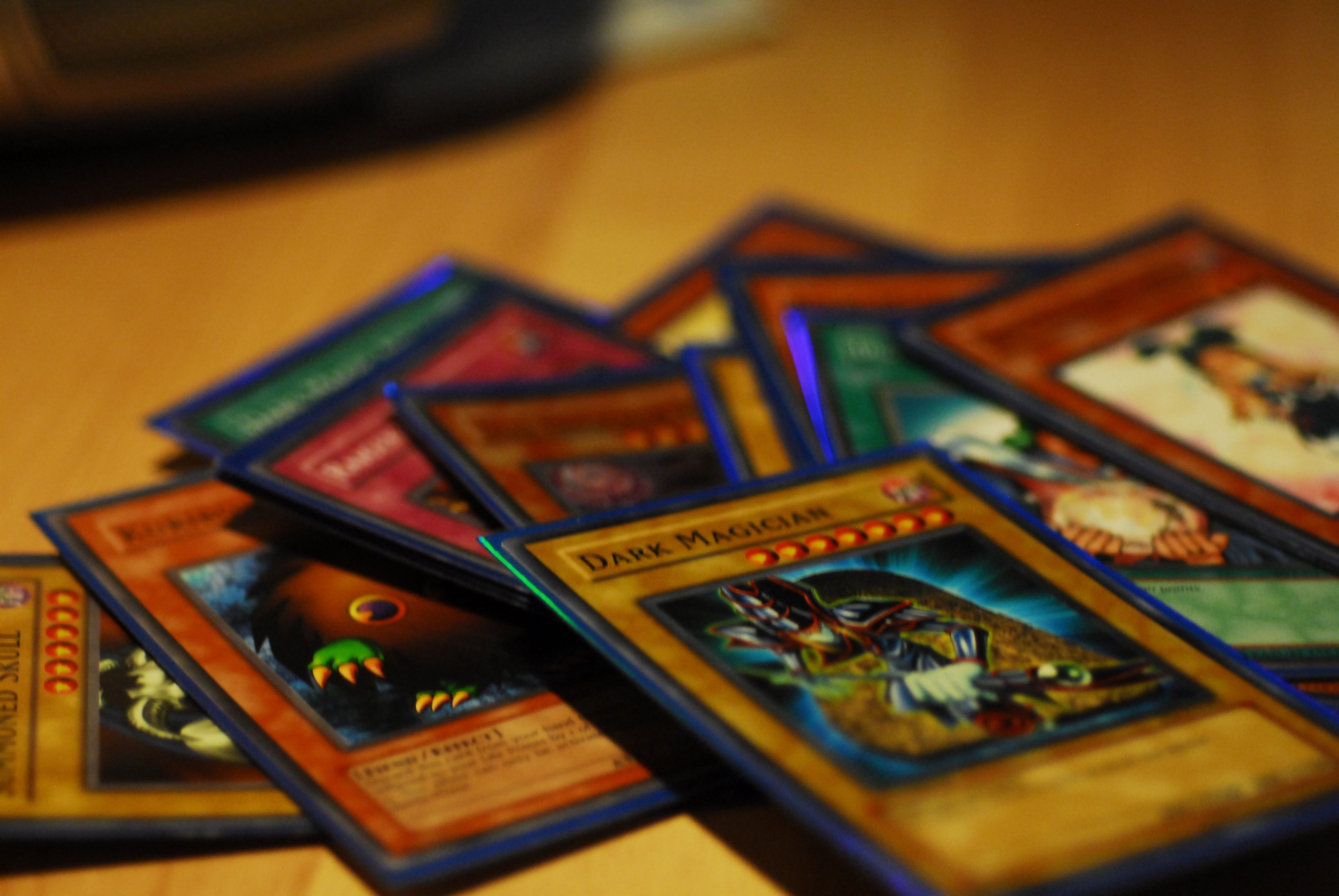
幾張遊戲王卡片，最左方的是「恶魔召唤」、其次是「栗子球」、最上方的是怪獸卡「黑魔導」。

- 通常怪獸 ：黃色底。無效果。說明欄位置有一段對於這隻怪獸的來歷、背景或相關故事。例如「黑魔導」、「青眼白龍」、「真紅眼黑龍」等卡。需要注意的是，沒有卡片效果的融合、同步，超量、連結怪獸等並不屬於通常怪獸，也不屬於效果怪獸。

- 效果怪獸：褐色底。說明欄位中描述其效果，效果可以在其敘述的條件下使用。例如「時間魔術師」可以透過拋硬幣並猜正反面來發動效果，若猜中則可以破壞對方場上所有怪獸。
  - 卡通：是一系列特别分类为「卡通」的卡牌，出自《游戏王DM》的贝卡索斯使用的卡通卡组。多數卡片需要魔法卡「卡通世界」在場上時才不會受到負面效果或限制，所有怪兽在场上存在「卡通世界」的场合可以直接攻击。如「卡通青眼白龍」、「卡通美人魚」等卡。
  - 靈魂：是一系列特别分类为「灵魂」的卡牌。在召喚、反轉召喚、特殊召喚的回合的結束階段時會返回手牌。靈魂怪獸都屬於效果怪獸。如「八汰烏」、「月讀命」等卡。
  - 同盟：是一系列特别分类为「同盟」的卡牌。一回合一次可以當作裝備卡，裝備在指定的怪獸，或是解除裝備以特殊召喚。如「W飛翼彈射器」、「Y飛龍」等卡。
  - 二重：是一系列特别分类为「二重」的卡牌。在墓地或場上表側表示存在時，視為通常怪獸。將場上表側的此卡，以通常召喚的機會來再度召喚時，視為效果怪獸。是同時具有通常怪獸和效果怪獸特性的怪獸。如「巨大植物」等卡。
  - 反轉：是一系列特别分类为「反转」的卡牌，并非拥有反转效果即为反转怪兽。當反轉怪獸從裏側表示翻面成表側表示時，會發動反轉效果。另外，反轉怪獸的效果會以「反轉：」為開頭描述在說明欄中。如「執著的老魔術師」等卡。
  - 協調/调整：是一系列在效果分类栏里设有「调整」的卡牌。作用於同步召喚的怪獸。協調怪獸可能是通常怪獸或效果怪獸甚至是融合、同步怪獸，場上怪獸也可能因卡片效果而變成協調怪獸。如「垃圾同步者」、「黑暗共鳴體」等卡。

- 儀式怪獸：藍色底。放置在牌組中。通常必須透過相應的儀式魔法卡和解放满足相应条件（合計星等或者合計攻击力）的怪獸來特殊召喚。例如：發動魔法卡「混沌的儀式」後，將手牌和自己場上合計等級為8的怪獸送進墓地，可以特殊召喚「混沌士兵」。

- 融合怪獸：紫色底。放置於額外牌組中。通常是透過具有融合效果的卡從額外牌組中特殊召喚。例如：發動魔法卡「融合」後，將手牌或場上的「惡魔的召喚」和「真紅眼黑龍」送進墓地，可以特殊召喚「惡魔龍·黑魔龍」。此外还有不需要额外的具有融合效果的卡片就可以融合召唤的卡片，这类规则与条件基本记述于融合怪兽的效果前文本。例如：将手卡·场上·墓地的包含「尤贝尔」的两只攻击力守备力为0的恶魔族怪兽返回卡组，可以将「尤贝尔幻影」从额外卡组特殊召唤。注意的是这类召唤不属于正规召唤所以存在速生限制。又因为本身是规则召唤，从选择怪兽返回卡组到特殊召唤这个时点前对方不能发动效果。

- 同步怪獸：白色底。放置於額外牌組中。透過將自己場上的素材规定的協調怪獸與素材规定的非協調怪獸送進墓地來特殊召喚。協調怪獸與非協調怪獸的等級合計必須等於同步怪獸的等級。例如：可以將場上的等級3協調怪獸「垃圾同步者」和等級2非協調怪獸「螺絲刺蝟」送入墓地，特殊召喚等級5的同步怪獸「垃圾戰士」。此外，例如北极天熊是调整与非调整相差等级（不属于正规召唤）、哈奇喵的同调怪兽会记述可以把连接一怪兽视为1星调整（是正规召唤）、「究极幻神 奥特美特尔·比希巴尔金」需要把场上8星以上的相同等级的调整与非调整各一只送去墓地才能从额外卡组特殊召唤（不视为正规召唤，卓尔金同款效果）、「混沌双翼」可以把光暗属性怪兽视为调整使用、「维萨斯·阿米哩多罗」可以只使用调整怪兽（正规召唤、但必须存在一只以上的光属性怪兽）等。

- 超量怪獸/xyz怪獸/多维怪獸：黑色底。放置於額外牌組中。透過將自己場上兩隻或以上的同等級怪獸進行疊放，可以從額外牌組特殊召喚同階級的超量怪獸。此時，進行疊放的怪獸不送入墓地，而是置於超量怪獸底下成為超量素材，超量可以透過消耗超量素材來發動怪獸效果。由於超量怪獸沒有等級，因此不受到任何與等級相關的效果影響，也不能用於同步和要求星等的仪式召喚。例如：將場上兩隻等級4的怪獸疊放，可以從額外牌組特殊召喚階級4的「No.39 希望皇霍普」。此外，一些超量怪兽可以在指定的怪兽上单体叠放超量召唤例如「永恒的淑女」、个别怪兽拥有特别素材要求例如「超征龙」使用两只七阶怪兽叠放。

- 鐘擺怪獸：放置在牌組中。底色為雙色，上面褐色，下面則是綠色。當做為怪獸卡時，可以如同怪獸卡一般被使用及召喚。另外、可以將鐘擺怪獸放置於鐘擺區，此時該卡片視為魔法卡，並使用其鐘擺效果而非怪獸效果。鐘擺怪獸在手卡以及場上被破壞、成為召喚素材等情況時，並不會和其他怪獸一樣送入墓地，而是以正面朝上（表側表示）的形式放入額外牌組，作为超量素材取除时送入墓地。玩家一回合有一次機會，可以將等級介於兩個鐘擺卡刻度之間的手牌中的怪獸，或是表側表示位於額外牌組的鐘擺怪獸，一次性的特殊召喚到場上。例如：鐘擺區有1跟8兩個刻度，此時手牌跟額外牌組中，等級2～7的怪獸可以一口氣特殊召喚到符合要求的怪兽区域格子上。根據新大師規則5，從額外牌組特殊召喚的鐘擺怪獸仍需要放置於額外怪獸格，或召喚於連結怪獸的連結箭頭端。

- 連結怪獸：深藍色底。放置於額外牌組中。透過將自己場上表侧表示存在的與欲召喚的連結怪獸之連結值(LINK)相同數量的怪獸送進墓地來特殊召喚。連結怪獸沒有等級或階級，不適用任何涉及等級或階級的效果，亦不具守備力，除了不適用守備力相關的判定，也不能被轉換成表侧守備狀態或里侧状态。卡圖四周有八個箭頭，紅色箭頭為有效的連結端，其所指向的主怪獸格，可以放置從額外牌組特殊召喚的靈擺或連結怪獸（規則修改後，融合、同步、超量怪獸已不在此限）。召喚連結怪獸的素材可利用其他連結怪獸來減少數量，但不能少於最低要求。如：將自己場上三隻效果怪獸、或是一隻連結值2的效果連結怪獸加一隻效果怪獸送入墓地，特殊召喚連結值3的「解碼編譯者」，由於該怪獸的素材需求為「效果怪獸兩隻以上」，因此不能僅以一隻連結值3的效果怪獸作為素材來召喚。此外，「世海龙」为link4怪兽，但素材条件为效果怪兽一只以上所以可以使用连接4的怪兽作为连接素材。而鬼计卡组的连接怪兽记述了可以用里侧表示的鬼计怪兽作为连接素材。

- 代幣：Token，也譯作「衍生物」，由其它卡片的效果產生的非正規怪獸。在場上時視為通常怪獸，若有效果視為產生衍生物的效果所賦予的，同樣具有攻擊力、守備力，不能變成覆蓋狀態，離開場上後直接離開遊戲，不算送墓也不算除外。由於不是卡片（有發行特製代幣卡片方便辨識，但也可以不使用），不能作為超量召喚的素材。例如：當玩家使用魔法卡「代罪羔羊」時，特殊召喚4體「羊代幣」。

### 魔法卡
魔法卡可以直接放置在場上發動，也可以蓋在場上以便之後發動（特别的，速攻魔法若覆蓋則無法于當回合發動），卡片共有六種類型（以標誌區分）。此外，置於鐘擺區的灵摆怪兽卡也被視為魔法卡。
- 通常魔法：無標誌。僅可在玩家的主要階段發動（不能在對手的回合發動），發動後送往墓地。
- 儀式魔法：火燄標誌。用以召喚儀式怪獸的魔法卡。
- 速攻魔法：閃電標誌。可以在自己回合的任意階段發動，或以覆蓋形式在對手的回合發動，此時類似於陷阱卡。
- 永續魔法：無限標誌。具有永久效果的卡片，發動後持續留在場上直到滿足某些條件而被破壞。
- 裝備魔法：十字標誌。裝備至任一玩家的任一怪獸卡上，能提供該怪獸一些效果。當該怪獸改為裏側表示或離場時自動破壞。
- 場地魔法：羅盤標誌。放置於場地區的魔法卡，永續存在直至被破壞，且遍及雙方玩家。起初，場地區僅限一張魔法卡，當另一玩家發動場地魔法卡後，舊的場地魔法卡就會被破壞；2014年後，修改規則，雙方的場地可以並存於場上，並且，當同一玩家發動新的場地魔法時，自己舊的場地魔法僅視為「送墓」，而非「破壞」。[10]

### 陷阱卡
陷阱卡是酒紅色底的卡片。藉由覆蓋於魔法陷阱區之後、等待時機發動。陷阱卡共有三种类型。一般情況下，陷阱卡不可於覆蓋的當回合或從手牌發動。
- 通常陷阱：無標誌。只要發動成功，效果處理後就送墓地。
- 永續陷阱：無限標誌。發動後不送入墓地，而是直接留在魔法陷阱區直至滿足某些條件而離場。
- 反擊陷阱：迴轉箭頭標誌。是因特殊情况而發動的陷阱卡（通常情况为连锁其他卡片效果，因为存在例如“攻击无力化”这种攻宣坑），其咒文速度为三，是游戏内最高的咒文速度。發動後，除了其它的反擊陷阱以外，沒有卡片的效果可以再對應它的發動而发动。

部分陷阱卡具有作為怪獸存在的效果，此時卡片會放置到主要怪獸區，不佔用魔法陷阱區（该类陷阱卡一般为永续陷阱，且除非特別標註，否則仍具有陷阱卡特性，適用針對陷阱卡的效果，如神鹰羽毛扫）。

## 怪獸卡相關規則

### 召喚
使用怪獸(モンスターカード)需要經由通常召喚、反轉召喚或特殊召喚三種方式進入場上。

#### 通常召喚
通常召喚（通常召喚）的方式，是從手牌將想要通常召喚的怪獸，以“表側攻擊表示”或“裏側守備表示”兩種表示型式其中一種放置到場上。以表側攻擊表示放置到場上稱為召喚（召喚），裏側守備表示放置到場上稱為覆蓋（セット）。但是依照等級的不同與卡片效果的要求，有時也要進行升級召喚（アドバンス召喚），就是將自己場上的怪獸送往墓地。大致上來說，等級5、6是解放一隻怪獸，7等以上是解放兩隻怪獸。也有因為卡片效果（像是三幻神和閃電戰神等）要解放三隻怪獸，升級召喚視為通常召喚。
若是沒有卡片效果影響，一回合只能進行一次通常召喚。若是有寫明此卡不可通常召喚（このカードは通常召喚できない）的卡片就不可以使用通常召喚。由於升級召喚仍然是通常召喚，也分召喚跟覆蓋。所以進行升級召喚之後，同一回合就不能再進行通常召喚。

#### 反轉召喚
在我方的主要階段不以卡片效果將自己場上裏側守備表示的怪獸轉為表側攻擊表示稱為反轉召喚（反転召喚）。反轉召喚沒有次數限制，但不得在盖放怪兽卡的當回合对其进行反轉召唤。

#### 特殊召喚
特殊召喚分為規則特召和效果特召。
規則特召是在自己的主要階段（メインフェイス）支付手牌中手牌想要特殊召喚的怪獸其怪獸效果的代價、或是滿足手牌想要特殊召喚的怪獸其怪獸效果的特殊召喚條件，以進行特殊召喚。規則特召只有表側攻擊表示與表側守備表示兩種表示型式。另外規則上的特殊召喚不視為卡片效果的發動。但是可以對此類特殊召喚進行無效特殊召喚的行為。而效果特召則是運用各類卡片的效果進行特殊召喚。此類特殊召喚需要發動卡片，另外進行此類特殊召喚時由於在卡片效果處理中，所以拥有效果发动与特殊召唤成功两个时点存在，而可以通过不同的效果在不同的时点达成一样的效果，例如：在特招效果发动时使用“鲜花女男爵”无效效果或特殊召唤后用“神之宣告”无效召唤。但注意两者也有差别，例如记述了从卡组特殊召唤的卡的效果无效则对方想要召唤的卡在卡组，而召唤无效则会根据情况送去墓地、除外、返回持有者卡组或被对方获得。一般而言，特殊召喚的怪獸在當回合不可改變表示形式。
- 融合召喚（融合召喚，Fusion）：為效果特召或規則特召的一種，召喚怪獸需要使用「融合」或其他類似效果的卡（通常为魔法卡，例如珠泪哀歌本家暗属性怪兽也拥有融合效果），將融合怪獸上的素材送去指定区域（墓地、除外或返回持有者卡组），將指定的怪獸從額外牌組中以表側攻擊或表側守備形式召喚。具有融合召喚效力的魔法卡具代表性的有「融合」、「烙印融合」、「未來融合」、「簡易融合」、「超融合」等。
- 儀式召喚（儀式召喚，Ritual）：為效果特召的一種。藉由儀式怪獸上指定的儀式魔法卡或通用儀式魔法卡的效果，將手牌和場上合計超過或相等於該儀式怪獸等級或攻击力的怪獸解放，將儀式怪獸以表側攻擊或表側守備特殊召喚。但儀式魔法也可使用如「高等儀式術」等儀式魔法卡代替儀式怪獸所綁定的儀式魔法卡。
- 同步召喚（シンクロ召喚，Synchro）：為規則特召的一種。使用者需要在自己回合的主要階段中，以自己場上的一體能作为協調使用的怪獸(チューナーモンスダー，tuner)加上部分其他能作为非協調的怪獸，而所有怪獸等級合計等於欲召喚的同步怪獸等級時，才可以宣言"同步召喚"。（一般來說指定的怪獸中，協調怪獸僅能有一體，而其他怪獸沒有限制，然而也有例外的卡片存在。）
將上述的怪獸一起送入墓地，然後從額外牌組選擇欲召喚的同步怪獸，以表側攻擊表示或表側守備表示特殊召喚上場。部分同步怪獸有限定素材及素材數量，也有同步怪獸同時也是協調怪獸，這類怪獸被稱為同步協調怪獸。
- 超量召喚（エクシーズ召喚，Xyz）：為規則特召的一種。在場上有兩隻以上的同等級怪獸時，可以把那些怪獸作為素材特殊召喚超量怪獸，超量怪獸的階級需與作為素材的怪獸等級一樣。超量召喚在怪獸格沒有空位時也能進行，並可以表側攻擊或表側守備形式召喚。而作為素材的怪獸不送去墓地，而是疊放在超量怪獸卡牌下方作為疊放單位（超量素材）(Overlay Unit，ORU)，支援超量怪獸的特殊效果。此時作为素材的怪獸不被视为卡，用法类似計數物，成為超量召喚素材及從超量怪獸底下離開時都不適用「離場」相關效果。宣言超量召喚時要將素材在一個怪獸區域上縱向重疊，然後從額外牌組選擇欲召喚的超量怪獸，將之疊在超量素材的上方，以表側攻擊表示或表側守備表示特殊召喚上場。
- 鐘擺召喚（ペンデュラム召唤，Pendulum）：為規則特召的一種。玩家一回合只能進行一次鐘擺召喚，當鐘擺區域有兩張鐘擺卡時，玩家可以把在手牌的怪獸及額外牌組的表側表示的鐘擺怪獸中，符合那兩張卡的鐘擺刻度數值之間的任意數量怪獸在符合要求的怪兽区域進行特殊召喚。
- 連結召喚（リンク召喚，Link）：為規則特召的一種。使用者將自己場上符合條件的特定數量怪獸送進墓地，從額外牌組進行特殊召喚。

### 攻擊與戰鬥
攻擊與戰鬥是在遊戲中的戰鬥階段(バトルフェイズ)才有的行為。只有在玩家回合的戰鬥階段中，玩家的怪獸才能夠發動攻擊，並且一隻怪獸只能發動一次攻擊（根據卡的效果可多於一次或不能攻擊）。發動攻擊的方式是由想發動攻擊的玩家選擇該玩家自己場上一隻表側攻擊表示的怪獸，並選擇對手玩家場上一隻怪獸為攻擊對象發出攻擊宣言。在攻擊宣言後到傷害步驟間有一段時間可以發動卡片，在這段時間若是發生攻擊對象消失或是對手玩家多出新的怪獸（造成攻擊回捲的情況），想發動攻擊的玩家可以重新選擇攻擊對象或是取消攻擊。但是，取消攻擊的怪獸仍然視為已攻擊過的怪獸。若是沒有卡片發動，那就算攻擊成立，並進入傷害步驟。比較特殊的是攻擊裏側守備表示的怪獸時，在進入傷害步驟後裏側守備表示的怪獸會在傷害判定前翻開成表側守備表示的怪獸。若是反轉效果怪獸則在此時發動效果，只是反轉效果怪獸的效果處理並不是在此時處理的，而是延到戰鬥結束後處理。

### 傷害步驟與傷害判定
傷害步驟(ダメージステップ)分三個動作進行。第一個動作是傷害步驟開始，在這個時候就有了傷害步驟卡片發動限制的存在了。基本上來說除了增減攻守值的卡跟反制陷阱外，只有發動條件上明確准許在此時發動的卡片或官方問答中提及准許在此時發動的卡片才可以發動。但這裡指的是非必發的卡片與卡片效果，必發的卡片效果是准許在這時發動的。另外基本規則有要求，傷害步驟發動卡片的時間要在傷害判定前。不過由於有卡片效果為主的規則在，也有傷害判定後發動的卡片存在。
第二個動作是傷害判定，傷害判定依防守方表示型式的不同而以同的判定方式。在這裡確定被戰鬥破壞的怪獸要送墓地，並且依傷害判定的結果給予玩家損傷。
- 當防守方的怪獸是攻擊表示時的情況：以攻擊方怪獸的攻擊力對上防守方怪獸的攻擊力。當攻擊方怪獸的攻擊力高於防守方怪獸的攻擊力時，防守方怪獸被戰鬥破壞，雙方攻擊力差額以戰鬥傷害(戦闘ダメージ)的型式從防守方玩家的生命值扣除；當攻擊方怪獸的攻擊力等於防守方怪獸的攻擊力時，攻擊方怪獸與防守方怪獸都被戰鬥破壞，無戰鬥傷害；當攻擊方怪獸的攻擊力低於防守方怪獸的攻擊力時，攻擊方怪獸被戰鬥破壞，雙方攻擊力差額以戰鬥傷害的型式從攻擊方玩家的生命值扣除。
- 當防守方的怪獸是守備表示時的情況：以攻擊方怪獸的攻擊力對上防守方怪獸的守備力。當攻擊方怪獸的攻擊力高於防守方怪獸的守備力時，防守方怪獸被戰鬥破壞。無戰鬥傷害；當攻擊方怪獸的攻擊力等於防守方怪獸的守備力時，沒有怪獸被戰鬥破壞，也無戰鬥傷害；當攻擊方怪獸的攻擊力低於防守方怪獸的守備力時，沒有怪獸被戰鬥破壞，但攻擊方怪獸的攻擊力與防守方怪獸的守備力差額以戰鬥傷害的型式從攻擊方玩家的生命值扣除。

第三個動作是傷害步驟結束並處理傷害步驟時發動的卡片效果。

### 卡片的發動與效果處理
卡片的發動依不同的卡片而有不同的模式。基本上怪獸卡是以宣言的模式發動效果，魔法、陷阱卡則是以表側表示放置在場上的瞬間為卡片的發動。除此之外，也有滿足條件就會自動發動的卡片。有些永續魔法或永續陷阱的效果雖然會置入連鎖（チェーン）中，但是這些魔法、陷阱卡仍然是以表側表示放置在場上的瞬間為這些魔法、陷阱卡的發動時間點。其他時間點使用這些魔法、陷阱卡的效果都只是啟動效果而已。以怪獸來說，還有永續效果怪獸的永續效果不需要發動的特殊情況。
怪獸效果有五種分類，各有不同效果：
- 反轉效果（リバース効果）：怪獸從裏側表示變成表側表示時發動的效果。大多數怪獸效果開頭會標註。
- 起動効果（起動効果）：僅能在自己回合的主要階段使用的效果。如果不宣言發動是不會發動的。
- 永續效果（永続効果）：永續效果怪獸以表側表示存在在怪獸區就會有此效果。由於沒有發動，此類效果不置入連鎖。
- 誘發即時效果（誘発即時効果）：咒文速度2的怪獸效果總稱。基本上這類效果會有類似起動効果卻可以在對手回合發動的能力或是無效卡片發動的能力等咒文速度1的卡片辦不到的能力。也有因為官方問答(FAQ)而被判定成此類效果的例子。
- 規則效果（ルール効果）：特殊規則或是召喚限制等不屬上述任一類型的效果，即使在場上也不會被卡片效果給無效，俗稱「效果外文本」。在第九期後的格式中，位於效果欄最前方、沒有編號標註的效果都屬於此類。

發動怪獸卡效果需要符合卡片效果所要求的發動條件（発動条件）才可發動卡片效果。同時，一些卡片發動效果時需要支付代價（コスト），代價通常寫在卡片效果最前面。發動卡片時一律是支付代價後卡片才發動，所以就算發動無效代價也不能回收。卡片發動成功後，有些卡片會禁止玩家使用某些卡片或限制某些卡片的動作，這就是誓約效果（誓約効果），俗稱「自肃」。基本上誓約效果是介於效果跟發動條件之間的東西。發動成功後不管效果是否被無效都要遵守誓約、但是發動無效的話可以不用遵守誓約。此外，若是某個誓約效果禁止玩家使用的卡片或限制某些卡片的動作已被玩家使用或進行過時，擁有此誓約效果的卡片不可以發動。

### 連鎖與優先權
在同一時間點處理複數卡片的時候，會以連鎖的方式來解決。不過連鎖並不是毫無限制的在同一時間點發動複數卡片。連鎖必須遵守優先權與咒文速度的限制，而且連鎖的方式是當一張卡片發動後，優先權轉移到對方，對方可立即再發動一張卡片，或是有優先權的一方放棄連鎖。此後優先權會轉移回到一開始發動卡片的人，並可由一開始發動卡片的人連鎖發動一張卡片。依此原則可不斷連鎖直到雙方都不再連鎖為止。最先發動的卡稱連鎖1，之後依序以連鎖2、連鎖3……稱呼。另外，連鎖的效果處理是由最後發動的卡片最先處理效果，再來是由倒數第二發動的卡片處理效果……如此這般直到最後處理效果的卡、也就是最先發動的卡（連鎖1）處理效果。
連鎖線的設定是由優先權所控制，這是最優先發動卡片的權利。在回合或是階段一開始時，優先權是屬於回合玩家的，當回合玩家發動卡片時，會轉移至對手玩家。也就是說，回合玩家發動卡片時，由於優先權轉移，擁有對應回合玩家卡片的發動進行連鎖的會是對手玩家。另外，當回合玩家結束回合或階段的時候，優先權會轉移至對手玩家。也就是對手玩家可以要求在回合玩家的回合或階段結束前發動卡片。這時要是對手玩家使用優先權發動卡片的話，基於優先權轉移，回合玩家是可以使用連鎖的優先權進行連鎖的。
咒文速度則是控制連鎖長度的系統。一張卡片的速度值若是小於發動中的卡片，則無法連鎖。各類卡片的發動速度如下： 
- 速度1〔一速〕（最慢）：通常魔法、儀式魔法、永續魔法、裝備魔法、場地魔法、怪獸的起動效果、怪獸的誘發效果、怪獸的反轉效果、怪獸的永續效果（但是實際上因為沒有發動，怪獸的永續效果是不存在於連鎖中的）
- 速度2〔二速〕（中等）：通常陷阱、永續陷阱、速攻魔法、怪獸的誘發即時效果
- 速度3〔三速〕（最快）：反制陷阱

也有部分卡片则写明「不能对应这张卡的发动让魔法·陷阱·怪兽的效果发动」，也就是这类卡即使咒文速度只有1或2，也不能被其他更高咒文速度的卡片所连锁，例如「超融合」。而這種卡片在玩家間稱為四速卡片。

## 卡片限制
同一卡名卡片於牌組中最多可放入三張。然而遊戲王卡片發行甚多，時有單一卡片影響戰局甚鉅，或是搭配其他卡片後能帶來巨大優勢的情況。因此官方定期發佈「禁限卡表」註：官方會於每年3月、6月、9月、12月更新，1月、4月、7月、10月啟用，壓縮某些卡片可使用的張數，以保持遊戲的平衡性。
- 禁止：正式比賽中不可使用。
- 限制：正式比賽中僅可放入一張。
- 準限制：正式比賽中僅可放入兩張。

## 非必要遊戲用具
- 牌桌／牌墊：是指繪製了格狀場地的牌桌或紙張，當玩家對遊戲熟稔時，可不必採用。
- 備牌(Side)：是由15張以下的卡片所組成，在三戰兩勝制或其它多場次比賽時，用於交換牌組和額外牌組的卡牌。非正式比賽可以不使用備牌。
- 骰子和硬幣：某些卡片的效果會需要以擲骰子或拋硬幣的方式判斷結果，如無相關卡片，則可以不採用。
- 衍生物卡(Token)：某些卡片的效果會產生稱為「衍生物」（トークン）的怪獸，此卡即是用於表示該衍生物，但比賽可以使用任何物品表示該衍生物，並非要使用官方型的衍生物卡。
- 計算機：於計算生命值時使用。
- 卡盒：用來儲存卡片。

## 盛行
2020年夏季奧林匹克運動會期間，加拿大華裔YouTuber Xiran Jay Zhao在連署網站發起請願，希望能將遊戲王集換紙牌遊戲納入奧運比賽項目。

## 官方網站
- 遊戲王卡片遊戲官方網站 （页面存档备份，存于）（英文）
- 遊戲王綜合官方網站 （页面存档备份，存于）（日語）